# André Osterloh
A.F.W. (André) Osterloh (28 oktober 1945) is een Nederlands politicus van de PvdA.
In 1986 werd hij burgemeester van de Noord-Brabantse gemeente Hoeven. Bij de gemeentelijke herindeling van 1997 ging Hoeven op in de veel grotere nieuwe gemeente Halderberge waarvan hij de eerste burgemeester werd. Bij de lintjesregen van 2007 had hij de eer benoemd te worden tot Ridder in de Orde van Oranje-Nassau. Op 12 april 2010 werd bekend dat Osterloh op 1 oktober van dat jaar zijn functie als burgemeester naast zich neer ging leggen. Vanaf januari 2012 was hij 9 maanden waarnemend burgemeester van Gilze en Rijen.